# 756
| Calendário gregoriano                                                        | 756 DCCLVI                      |
| Ab urbe condita                                                              | 1509                            |
| Calendário arménio                                                           | 205 – 206                       |
| Calendário bahá'í                                                            | -1088 – -1087                   |
| Calendário budista                                                           | 1300                            |
| Calendário chinês                                                            | 3452 – 3453                     |
| Calendário copta                                                             | 472 – 473                       |
| Calendário etíope                                                            | 748 – 749                       |
| Calendários hindus - Vikram Samvat - Calendário nacional indiano - Cáli Iuga | 811 – 812 677 – 678 3856 – 3857 |
| Calendário Holoceno                                                          | 10756                           |
| Calendário islâmico                                                          | 138 – 139                       |
| Calendário judaico                                                           | 4516 – 4517                     |
| Calendário persa                                                             | 134 – 135                       |
| Calendário rúnico                                                            | 1006                            |
| Calendário solar tailandês                                                   | 1299                            |

## Eventos

### Península ibérica
- 15 de marzo: Abderramão Al-Dajil prevalece na batalha d'Alameda frente a seu adversário Iúçufe Abderramão Alfiri, uale de Al-Andaluz. Depois desse êxito, instala-se o Emirado de Córdova. Esse evento também põe fim ao último jugo visigodo autônomo, comandado por Teodomiro, nos arredores de Murcia, com seu território incorporado ao dito emirado.

### Península itálica
- Pepino, o Breve cede ao papa a posse definitiva da região de Latium (Roma e cercanias).

## Mortes
- Shomu, 45º imperador do Japão.